# Erwin Bowien

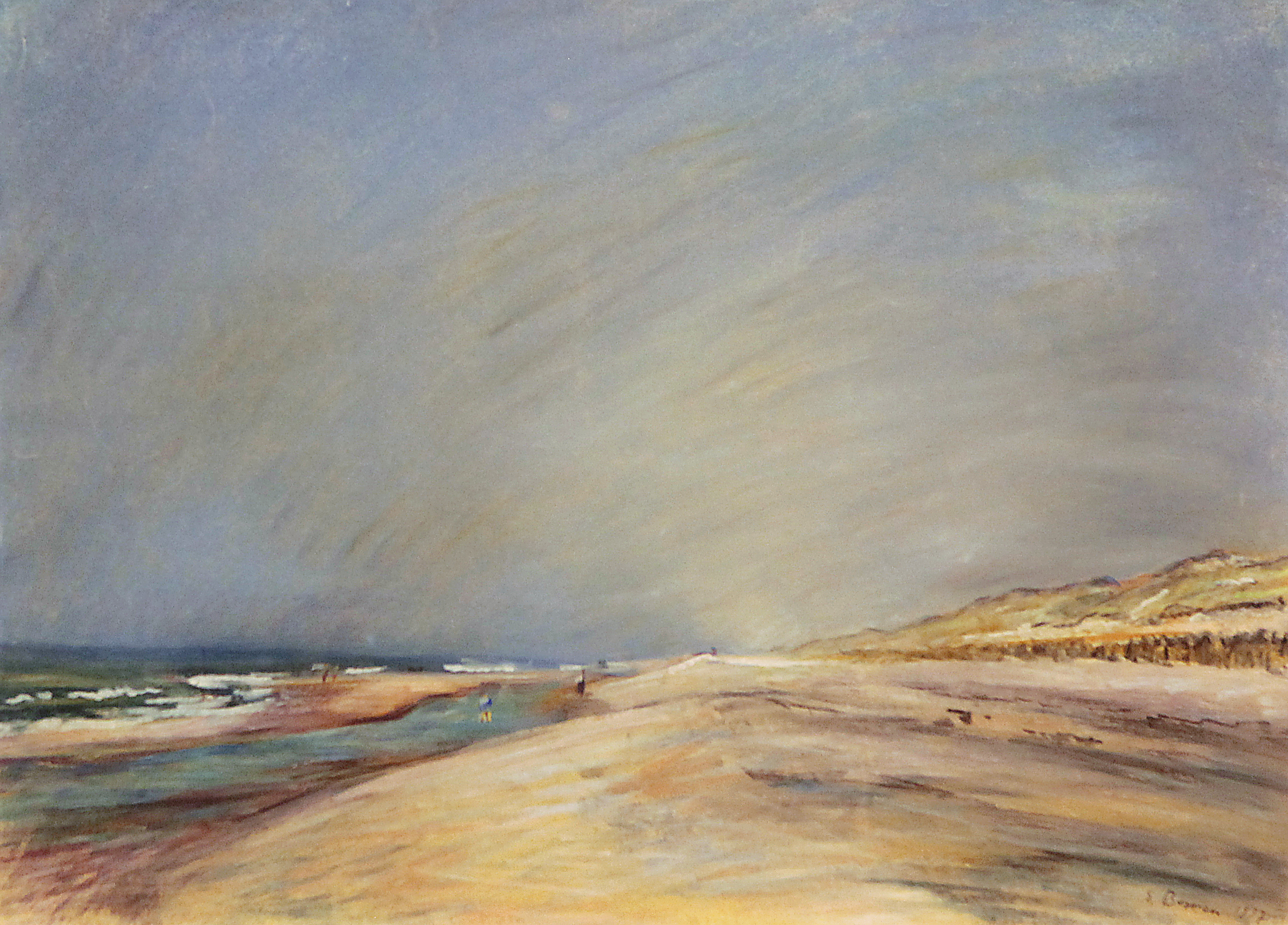
Erwin Bowien – Egmond aan Zee, 1937 r.

Erwin Johannes Bowien (ur. 3 września 1899 w Mülheim an der Ruhr, zm. 3 grudnia 1972 w Weil am Rhein) – niemiecki malarz, pisarz, poeta.

## Życiorys
Erwin Bowien urodził się jako syn inżyniera budownictwa, a później dyrektora handlowego portu Ren w Weil nad Renem, Ericha Bowiena, i jego żony Anny-Marii z domu Neufeldt z Elbinga w Prusach Wschodnich. Dorastał w Berlinie-Charlottenburg, a później w Neuchâtel w Szwajcarii. Bowien zaprzyjaźnił się z Erikiem Thiébaudem, który po II wojnie światowej umożliwił mu ponowny wjazd do Szwajcarii w 1948 roku.
Swoją pierwszą edukację artystyczną otrzymał Bowien w Szkole Rzemiosła Artystycznego w Neuchâtel u Williama Racine’a. Szwajcarski producent czekolady, Carl Russ-Suchard, promował młodego Bowiena i otrzymał od niego liczne obrazy.
Bowien, jako obywatel niemiecki, w 18 urodziny został powołany do służby wojskowej i w latach 1917/1918 musiał brać udział w I wojnie światowej jako tłumacz w jednostce podsłuchowej. W tym czasie tworzył m.in. rysunki i akwarele z frontu w Lesie Argońskim. Zdemobilizowany został w Hanowerze w 1919 roku.
Po wojnie Bowien uczęszczał na zajęcia wieczorowe do Szkoły Rzemiosła Artystycznego w Hanowerze. W latach 1920–1921 studiował w Akademii Sztuk Pięknych w Monachium w pracowni Roberta Engelsa. Po ukończeniu studiów wybrał się w 1922 roku na wizytę studyjną do drezdeńskiej Akademii Sztuk Pięknych do prof. Richarda Müllera, a następnie odbył staż jako nauczyciel rysunku w Państwowej Szkole Artystycznej Berlin-Schöneberg u Philippa Francka, z lekcjami historii sztuki u Oskara Fischela.
Egzaminy na nauczyciela zajęć praktyczno-technicznych zdał w 1923 roku w Düsseldorfie. W kolejnych latach Bowien odbył podróże malarskie do Kassel, Akwizgranu, Hamburga, Lubeki, Karlsruhe, Fryburga Bryzgowijskiego, Bazylei, Królewca i Hildesheim, a później do Pragi i Wiednia (1928) oraz do północnych Włoch (1929).
Bowien pracował początkowo jako nauczyciel w Gimnazjum Realnym w Hechingen w Hohenzollernschen Landen, a następnie od 1925 do 1932 roku nauczał plastyki w Gimnazjum Schwertstrasse w Solingen, gdzie jednym z jego uczniów był przyszły prezydent federalny, Walter Scheel. W ciągu tych lat wygłosił ponad 100 wykładów z historii sztuki w miejscowym Centrum Edukacji Dorosłych (Volkshochschule). Ponadto otrzymał z bliźniaczej fabryki Solingen zlecenie wykonania rysunkowych opisów wszystkich tamtejszych procesów roboczych. Z powodu nadzwyczajnych zarządzeń Brüninga musiał opuścić szkołę. W tym czasie był stałym bywalcem literacko-artystycznego salonu Erny i Hannsa Heinenów, co zaowocowało dożywotnią przyjaźnią z tą rodziną. Córka rodziny Heinenów, Bettina Heinen-Ayech (1937–2020), została jego najważniejszą uczennicą sztuki malarstwa.
W latach 1932–1942 Bowien mieszkał jako niezależny artysta w Egmond aan Hoef w północnej Holandii, w dawnym domu filozofa René Descartesa. Zaraz po zwolnieniu go z pracy nauczyciela wyjechał do Amsterdamu jedynie po to, by obejrzeć wystawę Rembrandta, po czym w Holandii pozostał nieco dłużej. Tam jego najważniejszym uczniem malarstwa stał się Dirk Oudes. W 1934 roku Bowien podróżował po Afryce Północnej, wybierając się do Libii, Tunezji, Algierii i Maroka w towarzystwie hurtownika drewna, który sfinansował podróż, za co otrzymał połowę powstałych tam prac. Rygory długiej podróży wiązały się dla Bowiena z dużym obciążeniem fizycznym. Oprócz pejzaży malował liczne portrety i obrazy rodzinne dla zamożnych Holendrów. Obrazy Bowiena nabyło Muzeum Zachodniofryzyjskie w Hoorn, a pozostałe obrazy zostały przekazane jako darowizna dla Rijks Muzeum w Amsterdamie, Koninklijk Huisarchiev w Hadze, dla regionalnego archiwum w Alkmaar oraz dla parafii w Schoorl.
W swojej autobiografii Bowien napisał, że „przejęcie władzy” przez narodowych socjalistów było powodem, dla którego nie wrócił do Niemiec – polityka stała się jego codzienną „nową zgryzotą”. „A więc obrazy, które wtedy malowałem, miały coś z krzyku. Morze nie było w stanie być dla mnie wystarczająco dzikie, a chmury wystarczająco mroczne.” Po zajęciu Holandii przez niemiecki Wehrmacht Bowien został uwięziony na trzy dni w Alkmaar. W obliczu sytuacji politycznej nie mógł dalej pracować zarobkowo, tak więc z ciężkim sercem wrócił do Niemiec. Jego 35 obrazów, które pozostawił pod opieką handlarza dzieł w Den Hadze, później zaginęły. Bowien zamieszkał najpierw na pół roku u rodziny Heinen w Solingen, gdzie zimą 1942 roku namalował akwarelą serię pejzaży miejskich. Był to ostatni cykl obrazów miasta przed jego zniszczeniem w listopadzie 1944 roku.
Kolejnym miejscem pobytu Bowiena stał się Augsburg. Ponieważ w warunkach II wojny światowej nie można było nigdzie nabyć ani ram ani płótna, Bowien wpadł na pomysł, by kupić wszędzie oferowane portrety Führera oraz oficjalne nazistowskie obrazy propagandowe i po ich ponownym zagruntowaniu, zamalować je widokami Augsburga. Obrazy sprzedawały się dobrze, jednakże Bowien został wydany gestapo, które w 1943 roku z polecenia Izby Kultury Rzeszy skonfiskowało w Augsburgu jego dzieła; ponad 30 obrazów Bowienia uległo zniszczeniu w czasie wojny. Bez ważnych dokumentów, zwłaszcza bez wojskowej legitymacji, Bowien uciekł do Kreuzthal-Eisenbach w Allgäu (obecnie część Isny). Tam powstały jego wspomnienia z wojny Les heures perdus du Matin („Utracone godziny poranka”) i tam pomagał ukrywać francuskiego jeńca wojennego, któremu udało się uciec.
Po zakończeniu wojny Erwin Bowien wrócił do Solingen, a od 1950 roku mieszkał na przemian w Sollingen i w swoim rodzinnym mieście Weil nad Renem. Odbył również kolejne liczne podróże malarskie po Niemczech oraz do Szwajcarii, południowej Szwecji, Norwegii (tam nabył chatę „Bettina-Bo” na wyspie Alsten), Paryża, Algierii (z wizytą u Bettiny Heinen-Ayech), Finlandii, południowej Francji. W dniu 28 lipca 1970 roku ożenił się z Inken Strohmeyer, z domu Vogt. Erwin Bowien zmarł 3 grudnia 1972 roku w Weil nad Renem, gdzie został pochowany. Jego grób uznano za grób honorowy miasta Weil nad Renem. Obrazy artysty nabyło Ministerstwo Kultury Nadrenii-Westfalii[8], Muzeum Północnofryzyjskie (Nissenhaus) w Husum[8], Dreiländer Muzeum (dawniej Muzeum am Burghof) w Lörrach[8], Regionalno-Okręgowe Muzeum Springe[8] oraz Miejskie Archiwum Sztuki Hannoversch Münden, Solingen i Weil nad Renem.
Dnia 20 października 1976 roku w Niemieckim Muzeum Ostrzy w Solingen powstało Towarzystwo Przyjaciół Erwina Bowiena T.z.

## Wystawy
- 1917 Neuchâtel (Neuenburg), Szwajcaria. Wystawa w Galerii „Rose d´Or”[25][23].
- 1927 Solingen, Niemcy. Pierwsza wystawa w Sali Stowarzyszenia Solinger Casino[25][23]
- 1929 Solingen, Niemcy. Trzecia wystawa w Sali Stowarzyszenia Solinger Casino[25][23].
- 1933 do 1941 Holandia: wystawy w Hoorn, Egmond, Gorinchem, Schoorl, Den Haag[25][23].
- 1947 do 1959 Solingen, Niemcy. Udział w „Bergijskich Wystawach Sztuki” w Niemieckim Muzeum Ostrzy[25][26].
- 1951 Husum, Niemcy. Wystawa w północnofryzyjskim Muzeum (Nissenhaus)[25][23].
- 1954 Berno, Szwajcaria. Wystawa w Galerii „Dom Wewnętrznych Zaułków” (2.-31 maja). Przemówienie na otwarcie dr E. M. Fallet-Von Kastelberg[25][23].
- 1957 Husum, Niemcy. Wystawa w północnofryzyjskim Muzeum (Nissenhaus). Zakup przez muzeum[25][23].
- 1957 Kopenhaga, Dania. Wystawa w Niemieckim Klubie. Otwarcie przez attaché kultury Ambasady Niemiec, dr Obermeyer[25][23].
- 1958 Solingen, Niemcy. Wystawa w pomieszczeniach „Neuen Rheinzeitung”[25][23].
- 1958 Hannoversch Münden, Niemcy. Wystawa w pałacu Welfenschloss z okazji nowego otwarcia Muzeum Lokalnego[25][23].
- 1958 Kopenhaga, Dania. Druga wystawa w Niemieckim Klubie[25][26].
- 1960 Solingen, Niemcy. Od 17 stycznia do 28 lutego 1960 r. odbyła się w Niemieckim Muzeum Ostrzy retrospektywa z okazji 60. urodzin Erwina Bowiena[25][23].
- 1962 Berno, Szwajcaria. Wystawa w Galerii Schneider[25][23].
- 1964 Paryż, Francja. Wystawa w Galerii Duncan (2–16 października)[25][23]
- 1965 Au / St. Gallen, Szwajcaria. Wystawa w Galerii „Zollstraße” (24.4.-2.5.)[25][26].
- 1967 Weil nad Renem, Niemcy. Wystawa w Domu Sztuki Ludowej (23.9-1.10.9). Liczne zakupy przez Muzeum am Burghof w Lörrach i przez miasto Weil nad Renem[25][23].
- 1968 Fryburg Bryzgowijski, Niemcy. Wystawa w Ratuszu (kwiecień-maj)[25][23].
- 1968 Bad Säckingen, Niemcy. Wystawa na zamku Trompeterschloss (1.-22.12), zorganizowana przez Stowarzyszenie Sztuki Hochrhein[25][23].
- 1969 Fryburg Bryzgowijski, Niemcy. Retrospektywa w Ratuszu z okazji 70. urodzin zorganizowana przez Związek Artystów Plastyków[25][23].
- 1970 Solingen, Niemcy, pośmiertnie. Wystawa w Niemieckim Muzeum Ostrzy[25][23].
- 1971 Weil nad Renem, Niemcy. Wystawa w Domu Sztuki Ludowej[25][23].
- 1973 Springe/Deister, Niemcy, pośmiertnie. Wystawa w Muzeum Lokalnym (25.8.-30.9.1973)[25][23]
- 1974 Weil nad Renem, Niemcy, pośmiertnie. Wystawa w dawnym domu Bowiena (2.1-14.1.1974)[25][23].
- 1974 Rabat, Maroko, Niemcy, pośmiertnie. Wystawa w Instytucie Goethego (4.-14.12.1974). Otwarcie przez niemieckiego ambasadora, Dr.Hendus[25][23]
- 1975 Weil nad Renem, Niemcy, pośmiertnie. Wystawa w Domu Edukacji Dorosłych (3.-11.5.1974)[25][23].
- 1975 Solingen, pośmiertnie. Wystawa w Niemieckim Muzeum Ostrzy (15.5-13.7.1975)[25][23]
- 1976 Gladbeck (Stadt Bottrop), Niemcy, pośmiertnie. Wystawa na zamku Wasserschloss Wittringen (14.3.-25.4)[25][23].
- 1977 Berno, Szwajcaria, pośmiertnie. Wystawa w Galerii d´Art Münster (25.1. bis 15.2.1977)[25][23].
- 1977 Algieria, Algieria, pośmiertnie. Wystawa w Galerii „Mohamed Racim” (15.11 bis 26.11)[25][23]
- 1978 Buchschlag Dreieich, Niemcy, pośmiertnie. Wystawa w Bürgersaal (6.-17.9.1978)[25][26].
- 1980 Remscheid, Niemcy, pośmiertnie. Wystawa w Miejskim Muzeum Lokalnym Remscheid-Hasten (6.7.-24.8.1980)[23]
- 1982 Solingen, Niemcy, pośmiertnie. Niemieckie Muzeum Ostrzy (11.-26.9.1982). Tematyka: Bergisches Land[26].
- 1984 Weil nad Renem, Niemcy, pośmiertnie. Miejska Galeria Stapflehus (15.3 -8.4.1984)[23]
- 1984 Solingen, Niemcy, Niemieckie Muzeum Ostrzy (19.08-07.10.1984). Tematyka: Przedstawienie Renu od jego źródeł aż do ujścia[23].
- 1985 Algieria, Algieria, pośmiertnie. Wystawa w Instytucie Goethego (19. do 30.11)[23]
- 1986 Solingen, Niemcy, pośmiertnie. Wystawa w banku Stadtsparkasse Solingen (16.9 – 16.10). Tematyka: Holandia[23]
- 1986 Weil nad Renem, Niemcy, pośmiertnie. Sparkasse Markgräfler Land (10.11-2.12)[23].
- 1988 Weil nad Renem, Niemcy, pośmiertnie. Sparkasse Markgräfler Land (23.8-16.09). Tematyka: Dreiländereck[23]
- 1988 Remscheid, Niemcy, pośmiertnie. Wystawa w Galerii Teatralnej (11.9.-23.10.)[26]
- 1991 Solingen, Niemcy, pośmiertnie. Stadtsparkasse Solingen (10.09-04.10) Tematyka: Wizerunki i portrety mieszkańców Solingen[23][27].
- 1996 Solingen, Niemcy, pośmiertnie. Bergisches Muzeum, Zamek nad Wupper (22.9.-20.10)[23]
- 1999 Solingen, Niemcy, pośmiertnie. Muzeum Baden (3.10-15.11)[28].
- 1999 Weil nad Renem, Niemcy, pośmiertnie. Miejska Galeria Stapflehus (20.11 do 19.12.1999)[28].
- 2006 Solingen, Niemcy, pośmiertnie. Wystawa w Galerii Liberal (26.08-06.10)[28].
- 2012–2013 Isny, Eisenbach, Niemcy, pośmiertnie. Wystawa w Haus Tanne. Tematyka: Erwin Bowien w Kreuzthal-Eisenbach[28][14].
- 2013–2014 Weil nad Renem, Niemcy, pośmiertnie. Od 13 października 2013 do 27 lipca 2014 odbyła się w Muzeum am Lindenplatz w Weil nad Renem retrospektywa malarza[28][29].
- 2014 Solingen, Niemcy, pośmiertnie. Retrospektywa w Muzeum Sztuki Solingen (10.08-14.09.2014)[28].
- 2015 Georgsmarienhütte, Niemcy, retrospektywa im Muzeum Villa Stahmer(14.10- 15.11.2015)[28].
- 2017 Egmond a.d. Hoef – „Egmondes Kinderportretten 1937-38" – Huys Egmont[28].

## Muzea, archiwa, publiczne zbiory dzieł
Obrazy i rękopisy artysty Erwina Bowiena trafiły do wielu muzeów, archiwów i zbiorów publicznych w różnych krajach Europy. Obrazy znajdują się w Holandii w Rijksmuseum Amsterdam, w Koninklijk Huisarchiev w Hadze, w Muzeum Zachodniofryzyjskim w Hoorn, w Muzeum van Egmond w Egmond a / Zee. Materiały archiwalne są przechowywane w Archiwum Regionalnym Alkmaar oraz w Archiwum RKD – Nederlands Instituut voor Kunstgeschiedenis w Hadze. W Niemczech obrazy artysty znajdują się w Zbiorach Sztuki Nadrenii Północnej-Westfalii, w Muzeum Sztuki w Solingen, w Miejskim Archiwum Sztuki w Weil nad Renem, w Muzeum Północnofryzyjskim w Nissenhaus Husum, w Dreiländermuseum (dawniej Muzeum am Burghof) w Lörrach, w Okręgowym Muzeum Domowym w Springe / Deister, w Miejskim Archiwum Sztuki Hann.-Münden oraz w Archiwum Sztuki Stadtsparkasse Solingen. Materiały archiwalne są przechowywane w Archiwum Miejskim w Solingen oraz w Instytucie Heinricha Heinego w Düsseldorfie. W Norwegii gmina Alstahaug (komuna Alstahaug) posiada dużą kolekcję obrazów artysty. W Szwajcarii materiały archiwalne przechowuje archiwum SIK-ISEA: Instytut Nauk o Sztuce w Zurychu.

## Dzieła
- Erwin Bowien: „Das schöne Spiel zwischen Geist und Welt – Mein Malerleben”, Autobiographie mit 16 farbigen und 26 schwarzweißen Abbildungen, herausgegeben vom Freundeskreis Erwin Bowien e.V. und Bettina Heinen-Ayech. U – Form Verlag, Solingen, 1995, ISBN 3-88234-101-7 =  Piękne współgranie ducha i świata. – Moje życie malarskie. (Autobiografia). Wyd. przez Bettinę Heinen-Ayech i Towarzystwo Erwina Bowiena T.z. Solingen 1995, ISBN 3-88234-101-7. (niemiecki)
- Erwin Bowien: „Heures perdues du Matin”, Journal d´un Artiste Peintre, Alpes Bavaroises, 9.IX.1944 – 10.V.1945, Adaptation, notice et notes par Bernard Zimmermann, L´Harmattan, Paris, 2000, ISBN 2-7475-0040-3 = Utracone godziny poranka, Dziennik malarza, Alpy Bawarskie, 1944–1945. Wyd. przez Bernarda Zimmermanna. Wydawnictwo L’Harmattan, Paryż 2000, ISBN 2-7475-0040-3. (francuski)

## Literatura
- Anonim: Schilderyen, pastellen en teekeningen van E.J. Bowien, S-Gravenhagen, 1942, Den Haag.
- Hansjakob Dresia: Erwin Johannes Bowien.. Eine Einführung in das Werk des Malers. Solingen, undatiert = Hansjakob Dresia: Erwin Johannes Bowien. Wprowadzenie do dzieła malarza, Solingen, bez daty. (niemiecki)
- Anonim: Erwin Johannes Bowien, 60 Jahrew, Katalog zur Ausstellung des Deutschen Klingenmuseum Solingen vom 17. Januar bis 28 Februar 1960. =  Anonim: Erwin J. Bowien, Sollingen, 60 lat. Katalog wystawy Niemieckiego Muzeum Ostrzy Solingen z 17 stycznia do 28 lutego 1960. (niemiecki)
- Hans-Karl Pesch: Erwin Bowien, eine Monographie mit Beiträgen in englischer und französischer Sprache, sowie 13 farbigen und 33 schwarzweißen Abbildungen, herausgegeben von Bettina Heinen-Ayech, Solingen, 1980 = Hans-Karl Pesch: Erwin Bowien. Wyd.: Bettina Heinen-Ayech i Towarzystwo Erwina Bowiena T.z. Wydanie pierwsze. Solingen 1981 (niemiecki)
- Hans-Karl Pesch, Das Leben, das Wesen, das Werk von Erwin Bowien (1899 Mühlheim/Ruhr – 1972 Weil am Rhein), Katalog zur Ausstellung der Stadtsparkasse Solingen, 1986. = Hans-Karl Pesch: Życie, istota, dzieło Erwina Bowiena (1899 Mülheim/Ruhr – 1972 Weil nad Renem) Solingen, 1986. (niemiecki)
- A. Dietz: Erwin Bowien, der Meister mit dem Pastellstift, in: Das Markgräflerland, 1986, S. 200 ff. = A. Dietz: Erwin Bowien, mistrz z kredką pastelową, w: Das Markgräflerland, 1986, s. 200 nn. (niemiecki)
- Diana Millies: Erwin Bowien, Bildnisse und Portraits Solinger Bürger”, Katalog zur Ausstellung der Stadtsparkasse Solingen „E. Bowien, Bildnisse und Portraits Solinger Bürger” vom 10.09- bis 04.10.1991 = Diana Millies: Erwin Bowien, wizerunki i portrety mieszkańców Solinger. Solingen, 1991. (niemiecki)
- Artysta malarz Bowien na końcu świata – dokumentacja stacji radiowej Bayerische Rundfunk wyemitowana w niedzielę 6 maja 2012 (niemiecki)
- Rudi Holzberger, „Fluchtpunkt im Allgäu, Faszination Adelegg. Erwin Bowien im Kreuzthal”, Adelegg Verlag, 2013, ISBN 978-3-00-042789-3 = Rudi Holzberger: Fascynacja Adelegg: Punkt zbiegu w Allgäu – Erwin Bowien w Kreuzthal. Wydawnictwo Adelegg, Eisenbach 2013, ISBN 978-3-00-042789-3. (niemiecki)
- Bettina Heinen-Ayech (wyd.): Erwin Bowien 1899-1972 Katalog Raisonné-Werkoverzicht. Wydawnictwo U-Form, Solingen 1999, ISBN 3-88234-103-3.
- Museumskreis e.V. und Städtisches Museum am Lindenplatz in Weil am Rhein (Hrsg.); „Zwischen Geist und Welt. Erwin Bowien”, Begleitbrochüre zur Ausstellung vom 13.10.2013 bis 27.07.2014. Städtisches Museum am Lindenplatz, Weil am Rhein, 2013 = Koło Muzealne T.z. i Miasto. Muzeum am Lindenplatz w Weil nad Renem (Wyd.): Między duchem a światem. Erwin Bowien. Broszura towarzysząca wystawie. 13.10.2013 do 27.07.2014. Miejskie Muzeum am Lindenplatz. Weil nad Renem. 2013 (niemiecki)
- Sytze van der Zee: Wij overleefden. De laatste ooggetuigen van de Duitse bezetting, Prometheus, Amsterdam 2019, ISBN 978-90-446-3842-4.
- Peter J.H. van den Berg. De schilders van Egmond. W Books, Zwolle 2021, ISBN 978-94-625-83931.
- Dr. Claudia Schöning-Kalender. Erwin Bowien: Künstlerkolonist, Malreisender und Chronist. Art Profil Kunstmagazin. 28-31. Heft 146 - 2022. ( ISSN 1430-4821).

## Filmy, słuchowiska
- 1992 Hassen Bouabdellah: Bettina Heinen-Ayech – List do Erwina Bowiena. Film, Solingen Algieria, 1992. Wersja francuska nosi tytuł Bettina Heinen-Ayech – Lettre à Erwin Bowien. Film znalazł się na oficjalnej liście selekcji festiwalu w Montrealu[28][23].
- 2010 Georg Bayerle. Sztuka pamięci, w formacie Pomiędzy Spessart i Karwendel  BR[28][14]
- 2011 Georg Bayerle. Górska sielanka w Allgäu – Kreuzthal jako miejsce schronienia, 1944, w formacie Czas na Bawarię.Czas trwania ok. 53 minut. Pierwsza emisja słuchowiska odbyła się 11 grudnia 2011 roku[28][14]
- 2015 Rudi Holzberger i Georg Bayerle. Punkt zbiegu w Allgäu. Sztuka pamięci: Erwin Bowien w Kreuzthal. Czas trwania: 53 minuty. Fundacja Bayerle – Kümpfel – Holzberger. Premiera filmu 21 października 2015 w Maxim Kino w Monachium[28].